# Western Michigan University
La Western Michigan University è un'università statunitense pubblica con sede a Kalamazoo, nello Stato del Michigan.

## Storia
L'università fu fondata nel 1903 come Western State Normal School (il primo presidente fu Dwight B. Waldo); nella sua storia ha cambiato più volte denominazione (Western State Teachers College, Michigan College of Education e Western Michigan College) sino ad assumere l'attuale denominazione nel 1957.

## Sport
I Broncos, che fanno parte della NCAA Division I, sono affiliati alla Mid-American Conference. La pallacanestro, il baseball e il cross country sono gli sport principali, le partite interne vengono giocate al Waldo Stadium e indoor all'University Arena.

### Pallacanestro
Western Michigan conta quattro apparizioni nella post-season, l'ultima è datata 2014, dove venne eliminata al primo turno da Syracuse.